# Santa Cruz del Comercio
Santa Cruz del Comercio è un comune spagnolo di 537 abitanti situato nella comunità autonoma dell'Andalusia.